# Miconia mesmeana
Miconia mesmeana är en tvåhjärtbladig växtart som beskrevs av Henry Allan Gleason. Miconia mesmeana ingår i släktet Miconia och familjen Melastomataceae.
Artens utbredningsområde är Colombia.

## Underarter
Arten delas in i följande underarter:
- M. m. jabonensis
- M. m. longipetiolata